# Crime Story - Le strade della violenza
Crime Story - Le strade della violenza (Crime Story) è un film per la televisione del 1986 diretto da Abel Ferrara, episodio pilota della serie televisiva statunitense Crime Story.

## Trama
La Crimini Maggiori di Chicago, è guidata dal tenente Mike Torello, che ferma una banda di rapinatori tranne uno che è riuscito a scappare. Torello sospetta che il scappato sia un giovane boss mafioso in ascesa, Ray Luca, convincendo presto Johnny O'Donnel, una delle persone di cui Mike si prende cura, a unirsi al suo equipaggio, ma finisce per avere delle conseguenze mortali.